# Eucalyptus cretata
Espèce
Classification phylogénétique
Répartition géographique
Eucalyptus cretata, le mallee du pic Darke, est une espèce de plantes à fleurs du genre Eucalyptus et de la famille des Myrtaceae. C'est un arbuste originaire d'Australie.
C'est un buisson de type mallee ou, plus rarement, un petit arbre de 4 m de haut dont le domaine d'habitat est limité à la partie supérieure de la péninsule d'Eyre en Australie-Méridionale, en particulier près du pice Darke et de Carrapee Hill.
L'écorce est lisse et grise, au-dessus d'une sous-écorce cuivrée, se détachant en rubans, les ramilles sont d'un rouge brillant ou d'un vert brunâtre, glauques, les bourgeons et les fruits sont glauques. Les feuilles adultes sont pétiolées, alternes, lancéolées, de 15 × 3 cm, concolores, légèrement brillantes et vert foncé. Les fleurs blanches apparaissent au milieu de l'été.